# Cratere Huarei
Huarei  è un cratere sulla superficie di Venere.